# Miss Biá
Eduardo Albarella, conhecido artisticamente como Miss Biá (São Paulo, 1939 - São Paulo, 3 de junho de 2020) foi um estilista, maquiador, ator transformista e uma das drag queens pioneiras no Brasil, com cerca de 60 anos de carreira. Miss Biá começou a se travestir em 1958, quando trabalhava como office boy em São Paulo.

## Biografia
Nascido Eduardo Albarella, aos 21 anos trabalhava como office boy e morava com sua família no Brás. Nesse período da vida, decidiu se transformar pela primeira vez e ficou conhecido como Miss Biá.
Em plena Ditadura militar brasileira, começou a fazer shows de drag queen, enfrentando além do preconceito, a censura imposta pelo regime. Ganhou notoriedade na noite paulistana após fazer cover da apresentadora Hebe Camargo, de quem virou amigo e estilista, chegando a participar de programas da apresentadora.
Faleceu em 3 de junho de 2020, aos 81 anos, vítima de COVID-19. A Associação da Parada do Orgulho LGBT de São Paulo emitiu uma nota de pesar: "Miss, Biá, persona de Eduardo Albarella de 80 anos, começou na arte do transformismo no início da década de 60 e não parou mais. Arte, irreverência e bom humor. Estamos em luto. A saudade estará sempre presente".